# True love (Cole Porter)
True love is een lied geschreven door Cole Porter in 1956.

## Eerste successen
Het lied werd door Bing Crosby en Grace Kelly gezongen in de film High Society uit 1956. Het lied werd een grote hit in de Verenigde Staten (hoogste plaats nummer 5) en het Verenigd Koninkrijk. Al snel kwamen er andere artiesten die het nummer opnamen. Jane Powell, Elvis Presley, Ricky Nelson, Shelley Fabares, The Everly Brothers, Patsy Cline, Jack Jones, Richard Chamberlain (1963) namen het op.

### Hitnoteringen Crosby/Kelly
Het nummer stond wekenlang in de Engelse hitparade.
| Hitnotering: 24-11-1956 t/m 31-5-1957 | Hitnotering: 24-11-1956 t/m 31-5-1957 | Hitnotering: 24-11-1956 t/m 31-5-1957 | Hitnotering: 24-11-1956 t/m 31-5-1957 | Hitnotering: 24-11-1956 t/m 31-5-1957 | Hitnotering: 24-11-1956 t/m 31-5-1957 | Hitnotering: 24-11-1956 t/m 31-5-1957 | Hitnotering: 24-11-1956 t/m 31-5-1957 | Hitnotering: 24-11-1956 t/m 31-5-1957 | Hitnotering: 24-11-1956 t/m 31-5-1957 | Hitnotering: 24-11-1956 t/m 31-5-1957 | Hitnotering: 24-11-1956 t/m 31-5-1957 | Hitnotering: 24-11-1956 t/m 31-5-1957 | Hitnotering: 24-11-1956 t/m 31-5-1957 | Hitnotering: 24-11-1956 t/m 31-5-1957 | Hitnotering: 24-11-1956 t/m 31-5-1957 |
| Week:                                 | 1                                     | 2                                     | 3                                     | 4                                     | 5                                     | 6                                     | 7                                     | 8                                     | 9                                     | 10                                    | 11                                    | 12                                    | 13                                    | 14                                    |                                       |
| ------------------------------------- | ------------------------------------- | ------------------------------------- | ------------------------------------- | ------------------------------------- | ------------------------------------- | ------------------------------------- | ------------------------------------- | ------------------------------------- | ------------------------------------- | ------------------------------------- | ------------------------------------- | ------------------------------------- | ------------------------------------- | ------------------------------------- | ------------------------------------- |
| Positie:                              | 24                                    | 11                                    | 10                                    | 10                                    | 7                                     | 5                                     | 7                                     | 6                                     | 5                                     | 5                                     | 5                                     | 4                                     | 8                                     | 6                                     |                                       |
| Week:                                 | 15                                    | 16                                    | 17                                    | 18                                    | 19                                    | 20                                    | 21                                    | 22                                    | 23                                    | 24                                    | 25                                    | 26                                    | 27                                    |                                       |                                       |
| Positie:                              | 7                                     | 6                                     | 10                                    | 7                                     | 7                                     | 8                                     | 10                                    | 11                                    | 17                                    | 15                                    | 21                                    | 24                                    | 30                                    | uit                                   |                                       |

Met een comeback in 1983
| Hitnotering: 3-12-1983 t/m 13-1-1984 | Hitnotering: 3-12-1983 t/m 13-1-1984 | Hitnotering: 3-12-1983 t/m 13-1-1984 | Hitnotering: 3-12-1983 t/m 13-1-1984 | Hitnotering: 3-12-1983 t/m 13-1-1984 | Hitnotering: 3-12-1983 t/m 13-1-1984 | Hitnotering: 3-12-1983 t/m 13-1-1984 | Hitnotering: 3-12-1983 t/m 13-1-1984 |
| Week:                                | 1                                    | 2                                    | 3                                    | 4                                    | 5                                    | 6                                    |                                      |
| ------------------------------------ | ------------------------------------ | ------------------------------------ | ------------------------------------ | ------------------------------------ | ------------------------------------ | ------------------------------------ | ------------------------------------ |
| Positie:                             | 95                                   | 82                                   | 71                                   | 70                                   | 70                                   | 91                                   | uit                                  |

### NPO Radio 2 Top 2000
| Nummer met noteringen in de NPO Radio 2 Top 2000 | '99  | '00 | '01  | '02  | '03  | '04  |
| ------------------------------------------------ | ---- | --- | ---- | ---- | ---- | ---- |
| True Love                                        | 1182 | -   | 1890 | 1842 | 1660 | 1951 |

1. ↑  Een '-' betekent dat het nummer niet was genoteerd en een vetgedrukt getal geeft de hoogste notering aan.
2. ↑  Deze tabel is bijgewerkt tot en met de laatste editie (2024).

## Sandra en Andres
Sandra & Andres namen het in 1973 op voor hun langspeelplaat met dezelfde titel. Begin 1974 brachten ze het nummer op single uit. De populariteit van het duo was echter tanende. Het liep in 1975 uit op een zakelijke scheiding. Hun hoogtepunt lag in de jaren 1970 en 1972.

## Hitnotering

### Nederlandse Top 40
| Hitnotering: week 7 t/m 11 in 1974 | Hitnotering: week 7 t/m 11 in 1974 | Hitnotering: week 7 t/m 11 in 1974 | Hitnotering: week 7 t/m 11 in 1974 | Hitnotering: week 7 t/m 11 in 1974 | Hitnotering: week 7 t/m 11 in 1974 | Hitnotering: week 7 t/m 11 in 1974 |
| Week:                              | 1                                  | 2                                  | 3                                  | 4                                  | 5                                  |                                    |
| ---------------------------------- | ---------------------------------- | ---------------------------------- | ---------------------------------- | ---------------------------------- | ---------------------------------- | ---------------------------------- |
| Positie:                           | 31                                 | 21                                 | 21                                 | 31                                 | 38                                 | uit                                |

### NederlandseDaverende 30
| Hitnotering: 16-2-1974 t/m 8-3-1974 | Hitnotering: 16-2-1974 t/m 8-3-1974 | Hitnotering: 16-2-1974 t/m 8-3-1974 | Hitnotering: 16-2-1974 t/m 8-3-1974 | Hitnotering: 16-2-1974 t/m 8-3-1974 |
| Week:                               | 1                                   | 2                                   | 3                                   |                                     |
| ----------------------------------- | ----------------------------------- | ----------------------------------- | ----------------------------------- | ----------------------------------- |
| Positie:                            | 26                                  | 21                                  | 20                                  | uit                                 |

## 1975 en later
Na het Nederlandse duo deed ex-Beatle George Harrison een poging en ook nog Shakin' Stevens, in 1993 gevolgd door het duo Elton John en Kiki Dee (met wederom een wereldhit) en nog later ook Anne Murray.

### Nederlandse Top 40
| Hitnotering: week 46 in 1993 t/m week 3 in 1994 | Hitnotering: week 46 in 1993 t/m week 3 in 1994 | Hitnotering: week 46 in 1993 t/m week 3 in 1994 | Hitnotering: week 46 in 1993 t/m week 3 in 1994 | Hitnotering: week 46 in 1993 t/m week 3 in 1994 | Hitnotering: week 46 in 1993 t/m week 3 in 1994 | Hitnotering: week 46 in 1993 t/m week 3 in 1994 | Hitnotering: week 46 in 1993 t/m week 3 in 1994 | Hitnotering: week 46 in 1993 t/m week 3 in 1994 | Hitnotering: week 46 in 1993 t/m week 3 in 1994 |
| Week:                                           | 1                                               | 2                                               | 3                                               | 4                                               | 5                                               | 6                                               | 7                                               | 8                                               |                                                 |
| ----------------------------------------------- | ----------------------------------------------- | ----------------------------------------------- | ----------------------------------------------- | ----------------------------------------------- | ----------------------------------------------- | ----------------------------------------------- | ----------------------------------------------- | ----------------------------------------------- | ----------------------------------------------- |
| Positie:                                        | 33                                              | 18                                              | 15                                              | 11                                              | 11                                              | 15                                              | 34                                              | 36                                              | uit                                             |

### NederlandseSingle Top 100
| Hitnotering: 20-11-1993 t/m 14-1-1994 | Hitnotering: 20-11-1993 t/m 14-1-1994 | Hitnotering: 20-11-1993 t/m 14-1-1994 | Hitnotering: 20-11-1993 t/m 14-1-1994 | Hitnotering: 20-11-1993 t/m 14-1-1994 | Hitnotering: 20-11-1993 t/m 14-1-1994 | Hitnotering: 20-11-1993 t/m 14-1-1994 | Hitnotering: 20-11-1993 t/m 14-1-1994 | Hitnotering: 20-11-1993 t/m 14-1-1994 |
| Week:                                 | 1                                     | 2                                     | 3                                     | 4                                     | 5                                     | 6                                     | 7                                     |                                       |
| ------------------------------------- | ------------------------------------- | ------------------------------------- | ------------------------------------- | ------------------------------------- | ------------------------------------- | ------------------------------------- | ------------------------------------- | ------------------------------------- |
| Positie:                              | 35                                    | 22                                    | 15                                    | 12                                    | 14                                    | 23                                    | 45                                    | uit                                   |

### BRT Top 30
| Hitnotering: 11-12-1993 t/m 25-2-1994 | Hitnotering: 11-12-1993 t/m 25-2-1994 | Hitnotering: 11-12-1993 t/m 25-2-1994 | Hitnotering: 11-12-1993 t/m 25-2-1994 | Hitnotering: 11-12-1993 t/m 25-2-1994 | Hitnotering: 11-12-1993 t/m 25-2-1994 | Hitnotering: 11-12-1993 t/m 25-2-1994 | Hitnotering: 11-12-1993 t/m 25-2-1994 | Hitnotering: 11-12-1993 t/m 25-2-1994 | Hitnotering: 11-12-1993 t/m 25-2-1994 | Hitnotering: 11-12-1993 t/m 25-2-1994 | Hitnotering: 11-12-1993 t/m 25-2-1994 | Hitnotering: 11-12-1993 t/m 25-2-1994 |
| Week:                                 | 1                                     | 2                                     | 3                                     | 4                                     | 5                                     | 6                                     | 7                                     | 8                                     | 9                                     | 10                                    | 11                                    |                                       |
| ------------------------------------- | ------------------------------------- | ------------------------------------- | ------------------------------------- | ------------------------------------- | ------------------------------------- | ------------------------------------- | ------------------------------------- | ------------------------------------- | ------------------------------------- | ------------------------------------- | ------------------------------------- | ------------------------------------- |
| Positie:                              | 19                                    | 13                                    | 5                                     | 4                                     | 4                                     | 5                                     | 4                                     | 4                                     | 11                                    | 12                                    | 18                                    | uit                                   |

### Britse Single Top 50
| Hitnotering: 20-11-1993 t/m 14-1-1994 | Hitnotering: 20-11-1993 t/m 14-1-1994 | Hitnotering: 20-11-1993 t/m 14-1-1994 | Hitnotering: 20-11-1993 t/m 14-1-1994 | Hitnotering: 20-11-1993 t/m 14-1-1994 | Hitnotering: 20-11-1993 t/m 14-1-1994 | Hitnotering: 20-11-1993 t/m 14-1-1994 | Hitnotering: 20-11-1993 t/m 14-1-1994 | Hitnotering: 20-11-1993 t/m 14-1-1994 | Hitnotering: 20-11-1993 t/m 14-1-1994 | Hitnotering: 20-11-1993 t/m 14-1-1994 | Hitnotering: 20-11-1993 t/m 14-1-1994 |
| Week:                                 | 1                                     | 2                                     | 3                                     | 4                                     | 5                                     | 6                                     | 7                                     | 8                                     | 9                                     | 10                                    |                                       |
| ------------------------------------- | ------------------------------------- | ------------------------------------- | ------------------------------------- | ------------------------------------- | ------------------------------------- | ------------------------------------- | ------------------------------------- | ------------------------------------- | ------------------------------------- | ------------------------------------- | ------------------------------------- |
| Positie:                              | 8                                     | 2                                     | 2                                     | 3                                     | 6                                     | 9                                     | 9                                     | 21                                    | 46                                    | 64                                    | uit                                   |

## Anderen
Pat Benatar en The Chimes namen ook het nummer True love op. Dat waren echter andere liedjes, respectievelijk van de gebroeders Giraldo en The Chimes.
Sandra Reemer

Al di là · Stille nacht, heilige nacht · 'k Zweef aan m'n ballonnetje · Gloria, gloria · Sluimer zacht · Singapura · Hoe leit dit kindeke · Mijn gitaar · Kopi susu · Als jij maar wacht · Een bos rozen · Heimwee · Mijn concert · Teddy song · Jij vergeet · Since you have gone · (I've got) A love like a rainbow · Simon Zealotes · Love me, honey · The party's over · Trust in me · This is your heartbeat · How little we know · Colorado · Nothing's gonna change · It hurts to be in love · America here I come · Indonesia · Get it on · Rien ne va plus · Fly like an angel · Gold · All out of love · Sleep with me tonight · Laughter in the rain · Goodnight, sweetheart, goodnight · Smoke gets in your eyes · La colegiala · For your love · He was the one · Love is cruel · Domenica · The last goodbye · Mensen zoals jij · Kom naar me toe · Alles wat ik wil · Een boom voor het leven · De mooiste droom is vogelvrij
Sandra en Andres

Storybook children · Somethin' in my heart · For the first time in my life · Reach for the moon · Let us pray together · Love is all around · Those words · Que je t'aime · Mary Madonna · Als het om de liefde gaat · Mama mia · Auntie · Aime-moi · Dzjing boem! · True love · You believed · Oh, nous sommes très amoureux
Dutch Divas

Work that body · From New York to L.A.